# Адельгейда Льовенштайн-Вертгайм-Розенберзька
Принцеса Софія Амалія Адельгейда Луїза Йоганна Леопольдіна фон Льовенштайн-Вертгайм-Розенберг (нім. Sophie Amalie Adelheid Luise Johanne Leopoldine Prinzessin von Löwenstein-Wertheim-Rosenberg, 3 квітня 1831 — 16 грудня 1909) — принцеса Льовенштайн-Вертгайм-Розенберзька, донька спадкоємного принца Льовенштайн-Вертгайм-Розенбергу Костянтина та принцеси Гогенлое-Лангенбурзької Агнеси, дружина скинутого короля Португалії Мігела I.
Останні роки життя провела в чернецтві на острові Вайт у Великій Британії.

## Біографія
Адельгейда народилась 3 квітня 1831 року у Кляйнгойбаху в Баварії. Вона стала первістком в родині спадкоємного принца Льовенштайн-Вертгайм-Розенбергу Костянтина та його дружини Агнеси Гогенлое-Лангенбурзької, з'явившись на світ за два роки після їхнього весілля. Згодом родина поповнилася сином Карлом. Головою роду в цей час був дід Адельгейди — Карл Томас. Мешкало сімейство у Кляйнгойбаху.
Батько був представником молодшої лінії Льовештайн-Вертгаймів — морганатичної гілки дому Віттельсбахів. В ході медіатизації початку XIX сторіччя вони втратили суверенність своїх графств, та їхні землі відійшли Баварії.
Матір померла пологами, коли доньці було 4 роки. Костянтин більше не одружувався. Він проводив час на полюванні, у мандрівках та фактично управляв землями роду, розширивши їх шляхом придбання Лазень у Богемії та цілющих джерел поблизу Бездружице. Його не стало наприкінці 1838 року.
Після смерті батьків Адельгейда та Карл виховувалися дідом та бабусею з батьківського боку. Зрештою, восени 1849 Карл став головою роду.
У 20 років Адельгейда взяла шлюб із 48-річним королем Португалії у вигнанні Мігелом. Весілля відбулося 24 вересня 1851 року у замку Льовештайнів у Кляйнгойбаху. Наречений був висланий із Португалії ще у 1834 році та позбавлений прав на престолонаслідування, а також мав двох позашлюбних доньок віку Адельгейди.
У подружжя народилося семеро дітей. Мешкало сімейство у замку Броннбах у Великому герцогстві Баденському. Колишнього короля часто навідували португальці, проте спроб повернути владу він більше не робив. Родинне життя було сповненим любові, тихим та гармонійним. Мігел проявив себе як зразковий сім'янин. Разом подружжя провело 15 років до самої смерті Мігела у листопаді 1866 року.
Адельгейду змальовували як дуже амбіційну та релігійну жінку. Наступні роки вона присвятила вихованню та освіті дітей, а також влаштуванню вигідних шлюбних партій для них. Сама більше не одружувалася.
Її старша донька вийшла заміж за карліста Альфонсо-Карлоса де Бурбона, і в Іспанії Адельгейду звинувачували у змові на користь зятя, тому до її присутності на іспанських землях місцева влада відносилася підозріло.
У 1895 році принцеса оселилася в Солемському абатстві у Солемі на північному заході Франції. 12 червня 1897 року стала черницею-бенедиктинкою. Через французькі антирелігійні закони на початку ХХ століття чернеча спільнота переїхала до Коузу на острові Вайт у Великій Британії, а зрештою знайшла притулок у Райді. У 1909 році Адельгейду там навідали онуки Зіта та Франческа Бурбон-Пармські, які прибули до Англії для завершення освіти.
16 грудня 1909 року Адельгейда пішла з життя. Була похована на прилеглому до монастиря цвинтарі у Райді. У 1967 році її прах літаком доправили до Португалії, де перепоховали у Пантеоні дому Браганса у церкві Сан-Вісенте-де-Фора у Лісабоні. Поруч був перепохований Мігел.

## Родина
Чоловік — Мігел I
Діти:

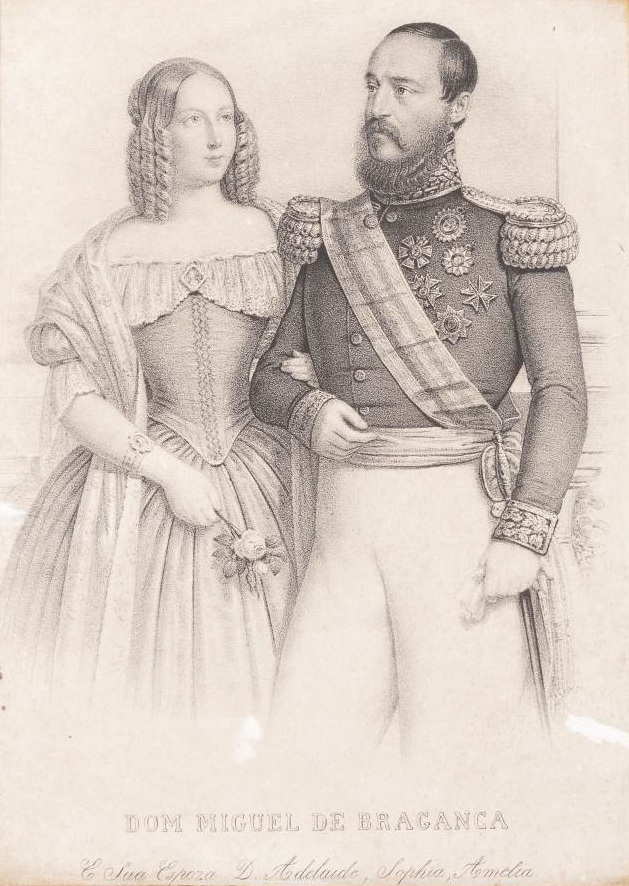
Адельгейда із чоловіком, гравюра XIX сторіччя

- Марія даш Невіш (1852—1941) — дружина інфанта Іспанії Альфонса Карлоса, претендента на іспанський та французький престоли, дітей не мала;
- Мігел (1853—1927) — герцог Браганса, був двічі одруженим, мав одинадцятеро дітей від обох шлюбів;
- Марія Тереза (1855—1944) — дружина ерцгерцога Австрійського Карла Людвіга, мала двох доньок;
- Марія Жозе (1857—1943) — дружина герцога Баварії Карла Теодора, мали п'ятеро дітей;
- Адельгунда (1858—1946) — дружина принца Бурбон-Пармського Генріха, дітей не мала;
- Марія Анна (1861—1942) — дружина великого герцога Люксембургу Вільгельма IV, мала шістьох доньок;
- Марія Антонія (1862—1959) — дружина титулярного герцога Парми Роберта I, мала дванадцятеро дітей.